# Stanisław Konieczny (pilot)
Stanisław Konieczny (ur. 8 maja 1903 we Lwowie, zm. 14 września 1977 w Leicester) – major Polskich Sił Powietrznych w Wielkiej Brytanii.

## Życiorys
W 1925 roku wstąpił do Oficerskiej Szkoły Lotniczej w Grudziądzu. Ukończył ją z 21. lokatą (I promocja) i w stopniu sierżanta podchorążego obserwatora otrzymał przydział do 64 eskadry lotniczej 6 pułku lotniczego. W 1933 roku został skierowany na kurs oficerów technicznych, po jego ukończeniu objął stanowisko oficera technicznego 65 eskadry liniowej. Na stopień kapitana został mianowany ze starszeństwem z 19 marca 1937 i 6. lokatą w korpusie oficerów lotnictwa, grupa techniczna. W latach 1937–39 pełnił funkcję komendanta parku Bazy Lotniczej 6 pułku lotniczego.
W lipcu 1939 roku został komendantem Parku Lotniczego lotniska Małaszewicze. Po kampanii wrześniowej został ewakuowany przez Rumunię i Francję do Wielkiej Brytanii. Wstąpił do RAF i otrzymał numer służbowy P-0222. W latach 1940–1945 służył jako oficer techniczny w różnych jednostkach Polskich Sił Powietrznych.
Po zakończeniu wojny został zdemobilizowany w stopniu majora (angielskim Squadron Leader) i zdecydował się na pozostanie na emigracji. Zmarł 14 września 1977 roku w Leicester.